# Президентские выборы в Абхазии (2025)
Внеочередные президентские выборы после политического кризиса 2024 года в частично признанной Республике Абхазия прошли в два тура 15 февраля и 1 марта 2025 года. Протесты привели к отставке Аслана Бжания с поста президента Абхазии.

## История
Выборы были назначены после того, как президент Аслан Бжания подал в отставку в ноябре 2024 года из-за протестов против соглашения, предоставляющего крупнейшим российским инвесторам преференции и льготы. Его сменил на посту исполняющего обязанности вице-президент Бадра Гунба. 28 ноября 2024 года Народное собрание Абхазии объявило, что новые президентские выборы состоятся 15 февраля 2025 года, а инаугурация победителя должна состояться в течение следующих 30 дней после объявления результатов. Спикер собрания Лаша Ашуба подсчитал, что проведение выборов обойдётся примерно в 25 миллионов рублей (227 300 долларов США).
Первый тур выборов прошел 15 февраля 2025 года. Во второй тур вышли два кандидата — оппозиционер Адгур Ардзинба (37% голосов) и временно исполнявший должность президента Бадра Гунба (46% голосов). Во втором туре выборов, прошедшем 1 марта 2025 года, победил Бадра Гунба, набрав 54,73% голосов.